# Ondřej Strnadel
Ondřej Strnadel (* 14. srpna 2007, Krnov) je český fotbalový záložník a mládežnický reprezentant, hostuje v Karviné.

## Klubová kariéra
S fotbalem začal v Zátoru, ze kterého přestoupil do Krnova. V roce 2017 odešel do Opavy.

### SFC Opava
V červenci 2024 podepsal profesionální kontrakt v Opavě. První soutěžní start v seniorských kategoriích Opavy zaznamenal dne 4. září 2024 v pohárovém zápase proti Vratimovu, kdy odehrál posledních 12 minut. V 90. minutě vstřelil branku na konečný stav 0:4. V zimě 2025 se připojil do přípravy s áčkem.

### MFK Karviná (hostování)
Na roční hostování do B-týmu a mládežnických kategorií Karviné odešel v srpnu 2025.

## Reprezentační kariéra
Strnadel je taktéž mládežnickým reprezentantem. První šanci dostal v kategorii U18 proti Srbsku.